# Tetrámero

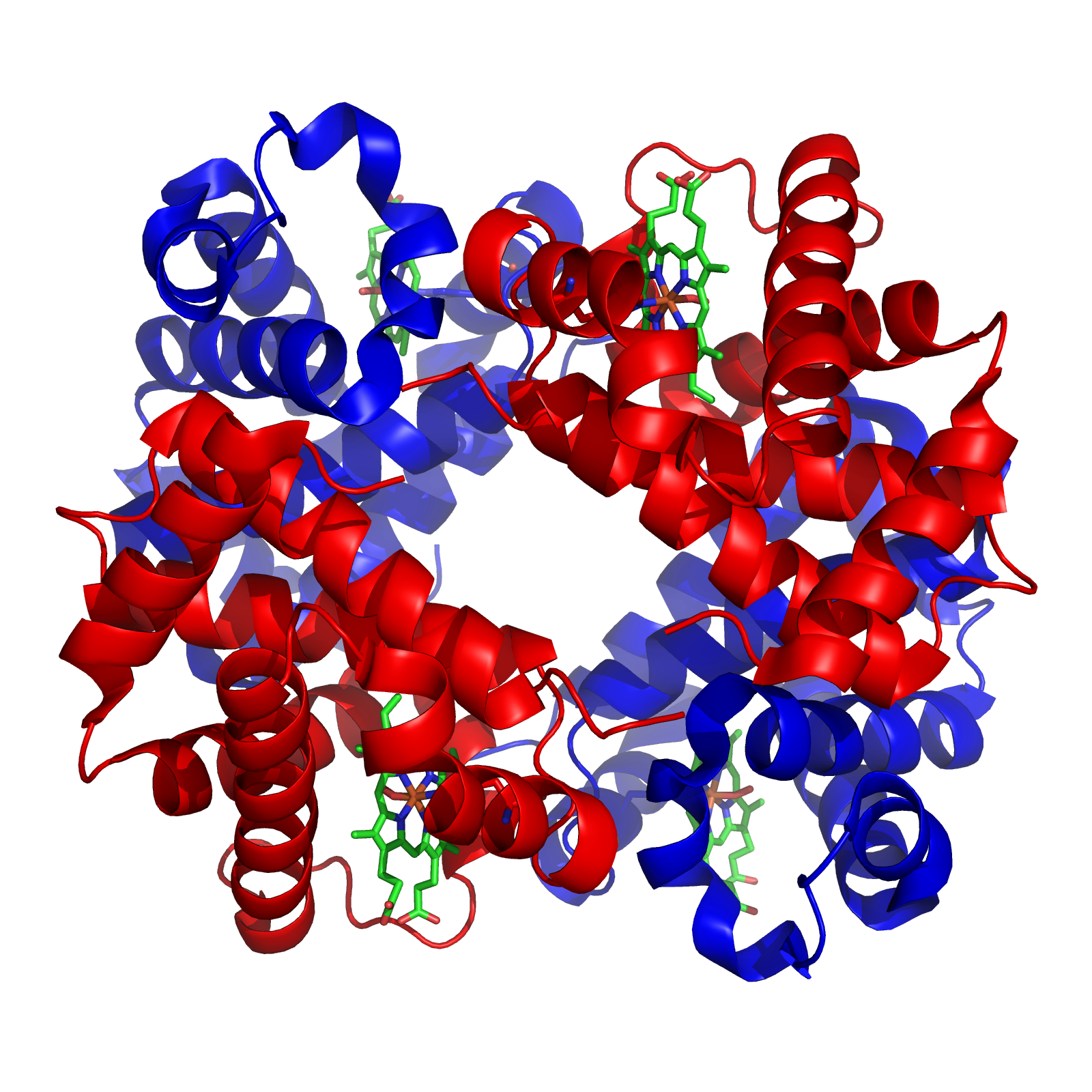
A hemoglobina é um exemplo de proteína tetrámera (de quatro subunidades). As subunidades α e β estão coloridas a vermelho e azul.

Um tetrámero (português europeu) ou tetrâmero (português brasileiro) (de tetra, "quatro" + -mer, "partes") é um oligómero formado por quatro monómeros ou por quatro subunidades proteicas. A propriedade associada denomina-se tetrameria.
Em bioquímica, são tetrámeras as moléculas formadas por quatro subunidades, que podem ser iguais (nesse caso seria um homotetrámero), por exemplo a proteína concanavalina A, ou diferentes (nesse caso seria um heterotetrámero), por exemplo a proteína hemoglobina. A hemoglobina tem 4 subunidades similares, enquanto que as imunoglobulinas têm duas subunidades muito diferentes. As diferentes subunidades de um tetrámero podem ter cada uma a sua própria actividade, como a ligação à biotina nos tetrámeros de avidina, ou ter uma propriedade biológica comúm, como a união alostérica do oxigénio na hemoglobina.